# Sacrificata!
Sacrificata! è un film muto italiano del 1910 diretto da Oreste Mentasti.

## Trama
Mena, giovane contadina ingannata da un proprietario terriero senza scrupoli.